# Manuel Passos
Manuel Passos Fernandes (Machico, 26 marzo 1922 – 10 gennaio 1980) è stato un calciatore portoghese, di ruolo difensore.

## Carriera

### Nazionale
Ha collezionato 17 presenze con la propria Nazionale.